# Хуан Антонио де Висаррон-и-Эгиаррета
Хуан Антонио де Висаррон-и-Эгиаррета (исп. Juan Antonio de Vizarrón y Eguiarreta; 2 сентября 1682, Эль-Пуэрто-де-Санта-Мария, королевство Испания — 25 января 1747, Мехико, вице-королевство Новая Испания) — испанский церковный и государственный деятель, архиепископ Мехико (1730—1747), вице-король Новой Испании (1734—1740).

## Биография
Хуан Антонио де Висаррон происходил из богатой и влиятельной семьи, которая зарабатывала деньги на торговле между Америкой и Испанией. Он избрал церковную карьеру. Учился в колледже Сан-Клементе в Риме. Был капелланом монастыря де ля Виктория в своем родном городе, а затем каноником соборов Куэнки и архидиаконом кафедрального собора в Севилье. В 1730 году он также исполнял должность Sumiller de cortina при короле Филиппе V.
13 мая 1730 года он был рукоположён в архиепископы Мехико и 21 марта 1731 года официально вступил во владение архиепархией.
17 марта 1734 года умер вице-король Новой Испании, Хуан Васкес де Акунья-и-Бехарано, 1-й маркиз де Каса Фуэрте. В тот же день было созвано чрезвычайное совещание королевской аудиенсии Новой Испании, которая вскрыла «pliego de mortaja», секретный приказ, содержащий имена трех человек, которых король Испании указал в качестве кандидатов на пост вице-короля в случае смерти действующего вице-короля. Новым вице-королем, губернатором, капитан-генералом Новой Испании и президентом королевской аудиенсии был назначен архиепископ дон Хуан Антонио де Визаррон-и-Эгиаррета.
Как вице-король, в 1734 году он конфисковал имущество Диего Пиньятелли де Арагон Кортеса, 9-го герцога ди Монтелеоне и 8-го маркиза дель Валье де Оахака, потомка Эрнана Кортеса, из-за его участия в войне на стороне Австрийского дома против короля Испании Филиппа V.
Он укрепил пресидио в Коауиле из-за присутствия поблизости французов. Два из них были расположены в 30 и 55 лье (170 и 300 км) к северу от Монкловы.
Вице-король был вынужден бороться против чрезмерной контрабанды, осуществляемой англичанами, и поскольку Армада де Барловенто (береговая охрана) захватила четыре английских корабля в открытом море, отношения были на грани разрыва. Англичане направили в этот район сильную эскадру, но инцидент удалось урегулировать дипломатическим путем.
Он отправил помощь генерал-капитанству Гватемалы, где вспыхнули восстания индейцев. Повстанцы в Гватемале были вооружены и при поддержке англичан в Белизе нападали и грабили испанские поселения на побережье. В 1734 году экспедиции под руководством губернатора Хуана Фернандеса де Сабариего удалось арестовать несколько корсарских кораблей с грузом и 28 англичанами. Другая экспедиция под командованием Мануэля де Сальседо не смогла отвоевать территорию для испанцев.
Наместник также приказал флоту Армады де Барловенто отправиться на Виргинские острова, чтобы изгнать датчан с острова Санта-Крус, но флот был рассеян у берегов Веракруса и не достиг пункта назначения.
Ему также пришлось отправить помощь в Калифорнию, где в 1734 году мятежные индейцы перику убили двух миссионеров-иезуитов и нескольких солдат. Иезуиты попросили вице-короля предоставить корабли и людей, но он только передал этот вопрос в Мадрид, что вызвало бесконечную задержку. Только в 1735 году, когда манильский галеон пристал к Сан-Хосе-дель-Кабо и подвергся нападению повстанцев и чуть не был разграблен, последовавший за этим шум, наконец, вдохновил вице-короля на действия.
В 1735 году шторм полностью затопил поселение Сан-Августин во Флориде, и вице-король прислал помощь.
В 1736 году в Аризоне были обнаружены новые серебряные рудники, что привело к устремлению горняков на север.
1736 год был катастрофическим для Новой Испании. Сильные северные ветры вырывали с корнем деревья, валили флюгеры и кресты на домах. Появилась комета, вызвав панику у населения, опасавшегося, что это предвещает большие бедствия. В октябре 1736 года в окрестностях Мехико разразилась страшная «эпидемия Матлазауатль», которую современные исследования определяют как тиф или чума. В Мехико погибло около 40 тысяч человек, а во всей Новой Испании — около 200 тысяч человек. Для борьбы с чумой он приказал превратить многие общественные здания в больницы, а в марте 1737 года принес присягу Деве Гваделупской, которая спустя годы была объявлена покровительницей города и всей Новой Испании. Вице-король, городской совет, религиозные общины и все зажиточные люди, щедро снабжали все больницы, которые были созданы в различных частях города.
В 1737 году среди индейцев гуайма и пима появился религиозный пророк, который утверждал, что бог Монтесума явился ему и назвал его своим пророком. Он призвал индейцев следовать за ним на новое место, поклоняться богу. Более 5000 индийцев покинули свои дома, чтобы последовать за пророком. Губернатор Соноры капитан дон Хуан Баутиста де Анса I истолковал это как восстание и приказал повесить его в Гуаймасе 1 июня того же года, к великому восхищению индейцев, которые до его смерти ждали, когда он превратит испанцев в камень.
В 1739 году англичане объявили войну Испании, что поставило под угрозу испанские порты и поселения в Центральной Америке. Из-за войны с Англией Висаррон-и-Эгиаррета увеличил гарнизоны в Сан-Хуан-де-Улуа и Веракрусе и отправил оружие, ополченцев, припасы и деньги на военные посты во Флориде, Пуэрто-Рико, Санто-Доминго и Картахене, чтобы предотвратить высадку англичан на побережье Новой Испании. Адмиралы Джордж Энсон и Эдвард Вернон взяли Портобело, нанесли поражение испанцам 22 октября 1739 года при Ла-Гуайре и Сантьяго-де-Куба. Только осада Картахены была отбита.
В июле 1740 года он передал бразды правления новому вице-королю, Педро де Кастро Фигероа-и-Саласару, оставшись на должности архиепископа Мехико.
Архиепископ Визаррон приказал отремонтировать архиепископский дворец Мехико и построить архиепископский дворец в Такубайе. При этом в надписи, которую он поставил на углу здания указал, что он построил его не как вице-король, а как архиепископ Мехико и для использования теми, кто сменит его в этой должности. В его время была также построена апостольская коллегия Сан-Фернандо, работу которой он продвигал своей милостыней, увеличивая те, которые были сделаны отдельными лицами, из которых граф Регла некоторое время давал тысячу песо в неделю..
Кроме того он в бытность вице-королем выделил два миллиона песо серебром на реконструкцию Королевского дворца в Мадриде, который сгорел в 1734 году, а также отправил огромное количество серебра в Испанию, чтобы помочь ей в войне против британцев.
Архиепископ скончался 25 января 1747 года и был похоронен в кафедральном соборе Мехико.

## Портреты

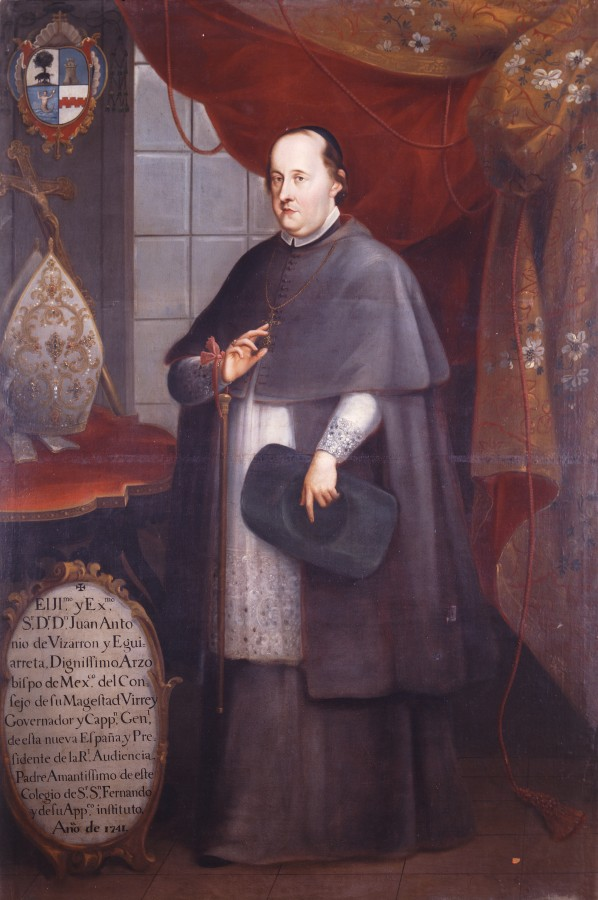
портрет работы неизвестного художника, 1741 г.
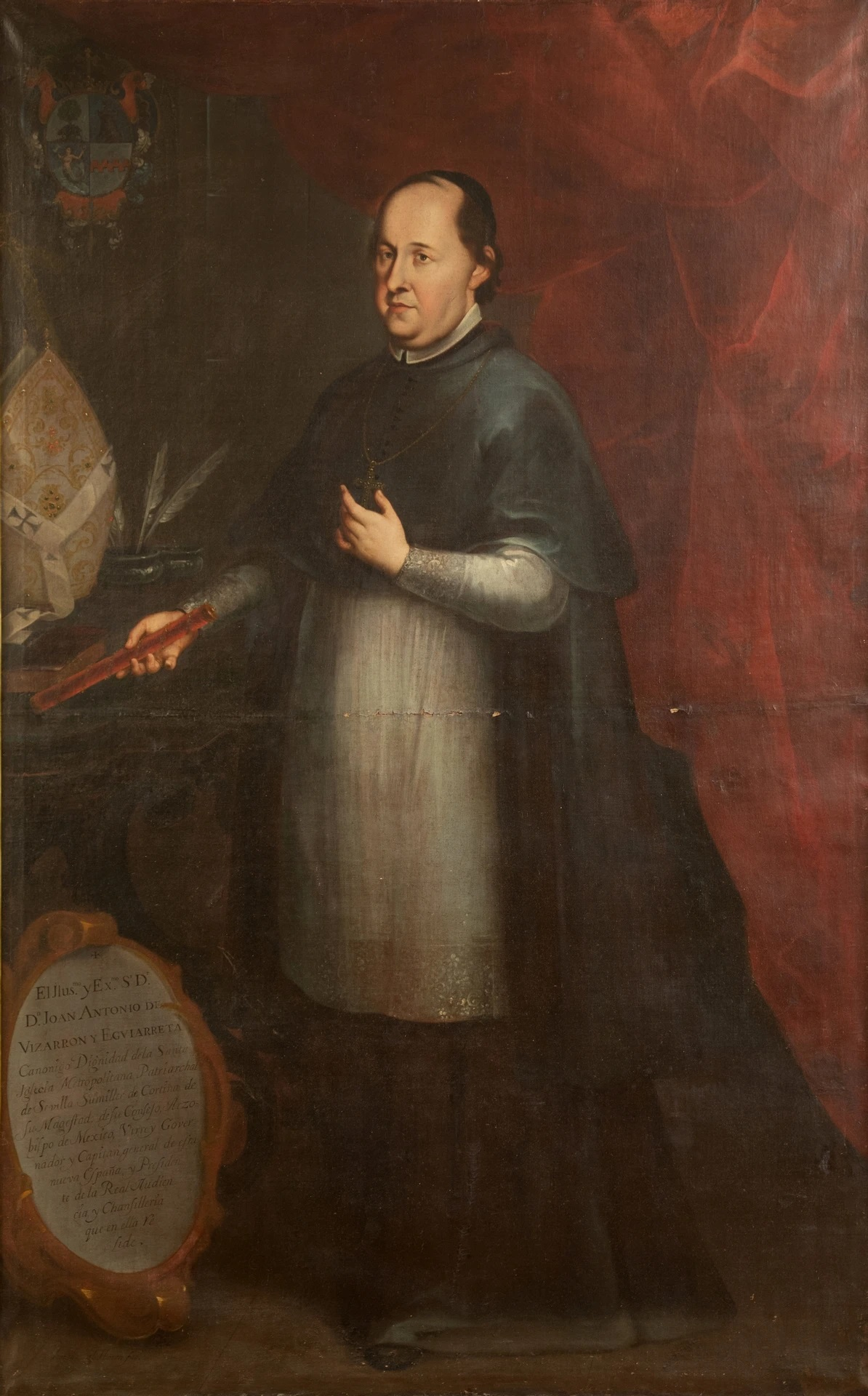
портрет работы Хосе де Ибарра[исп.], XVIII в.
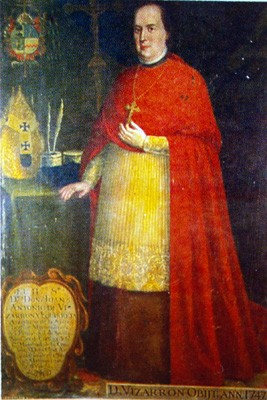
портрет работы Николаса Родригеса Хуареса, XVIII в.
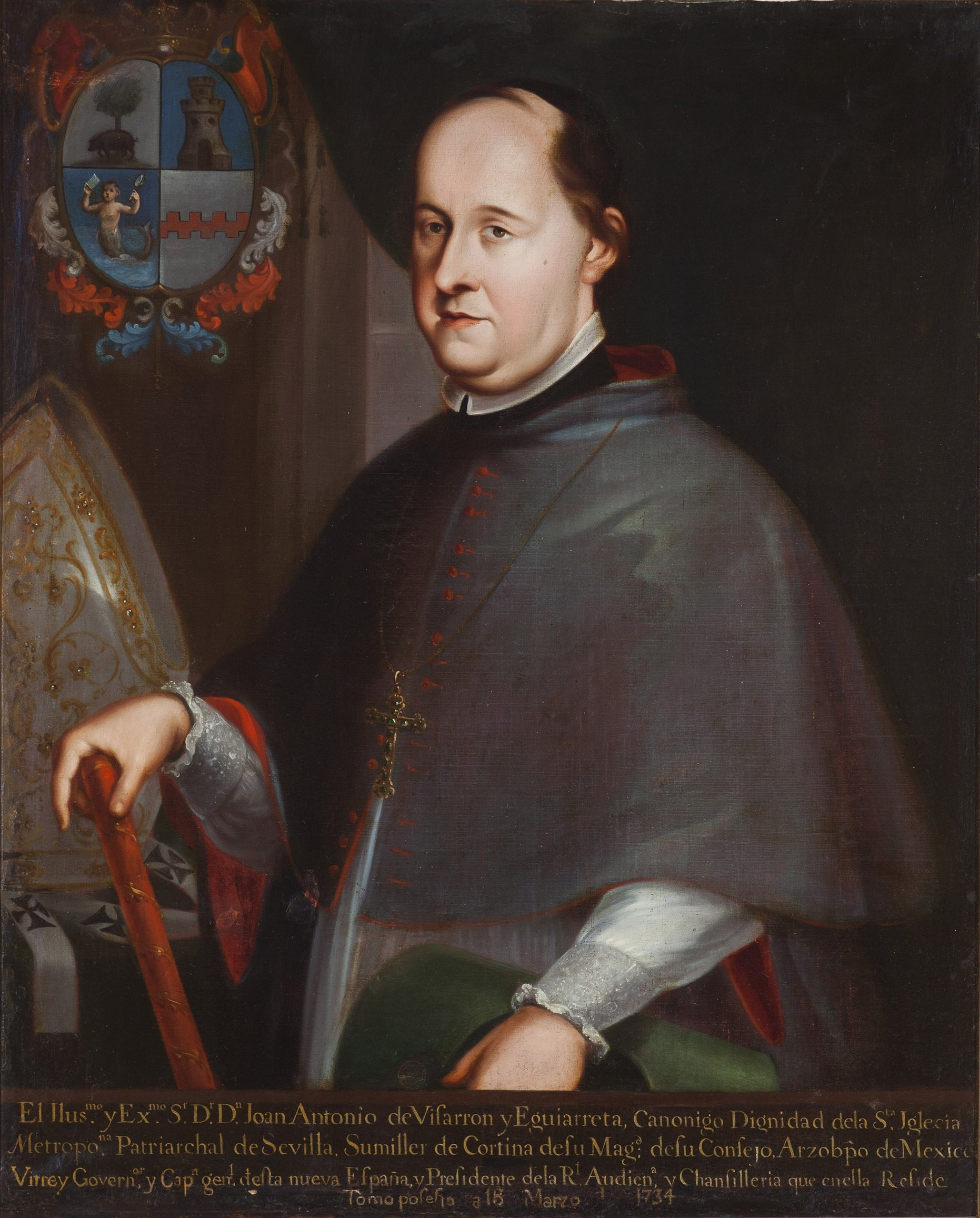
портрет работы неизвестного художника, XVIII в.
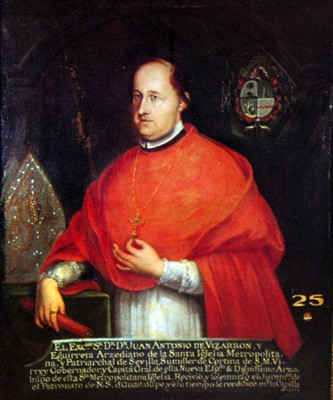
портрет работы неизвестного художника, XVIII в.